# Vivre ou survivre
Singles de Daniel Balavoine
La vie ne m'apprend rien
(1981) Vendeurs de larmes
(1982)
Vivre ou survivre est une chanson écrite et composée par Daniel Balavoine pour l'album Vendeurs de larmes en 1982. Elle est écrite en tonalité de Sol mineur comme le montre le début de la partition avec 2 bémols à l'armature (tous les si et les mi sont bémolisés). 
Grand succès, parvenant à atteindre la neuvième place du hit-parade et se vendant à plus de 300 000 exemplaires, elle inaugure le nouveau virage musical du chanteur tendant à s'éloigner de plus en plus de la variété pour  s'inscrire dans une new wave encore balbutiante imprégnée de sa pulsion rock.

## Reprises et adaptations
- (Nota : Ne doit pas être confondu avec la chanson homonyme de Nadiya, sortie en 2007).

En 1983, la chanson est reprise par la chateuse hollandaise Conny Vandenbos sous le titre Leven bij het leven.
En 1996, l'artiste suisse Fou reprend la chanson en lui donnant des consonances punk.
En 2009, la chanteuse Natasha Saint-Pier reprend la chanson avec 500 choristes sur son album Tu Trouveras, 10 ans de succès.
En 2010, la chanteuse Dominika adapte Vivre ou survivre en polonais.
En 2011, Matthew Raymond Paker, gagnant de la deuxième saison de X Factor France, reprend la chanson pour son premier single.
En 2016, Shy'm reprend ce titre dans la compilation Balavoine(s).

## Classement
| Classement (1982) | Meilleure position |
| ----------------- | ------------------ |
| France (IFOP)     | 9                  |

| Classement (2011)                          | Meilleure place |
| ------------------------------------------ | --------------- |
| Belgique (Wallonie Back Catalogue Singles) | 6               |

| Classement (2016) | Meilleure position |
| ----------------- | ------------------ |
| France (SNEP)     | 72                 |

## Éditions
- Le titre figure aussi sur le disque L'Essentiel (1995).